# Specie di Mecysmaucheniidae
Di seguito sono descritte tutte le specie della famiglia di ragni Mecysmaucheniidae note al dicembre 2012.

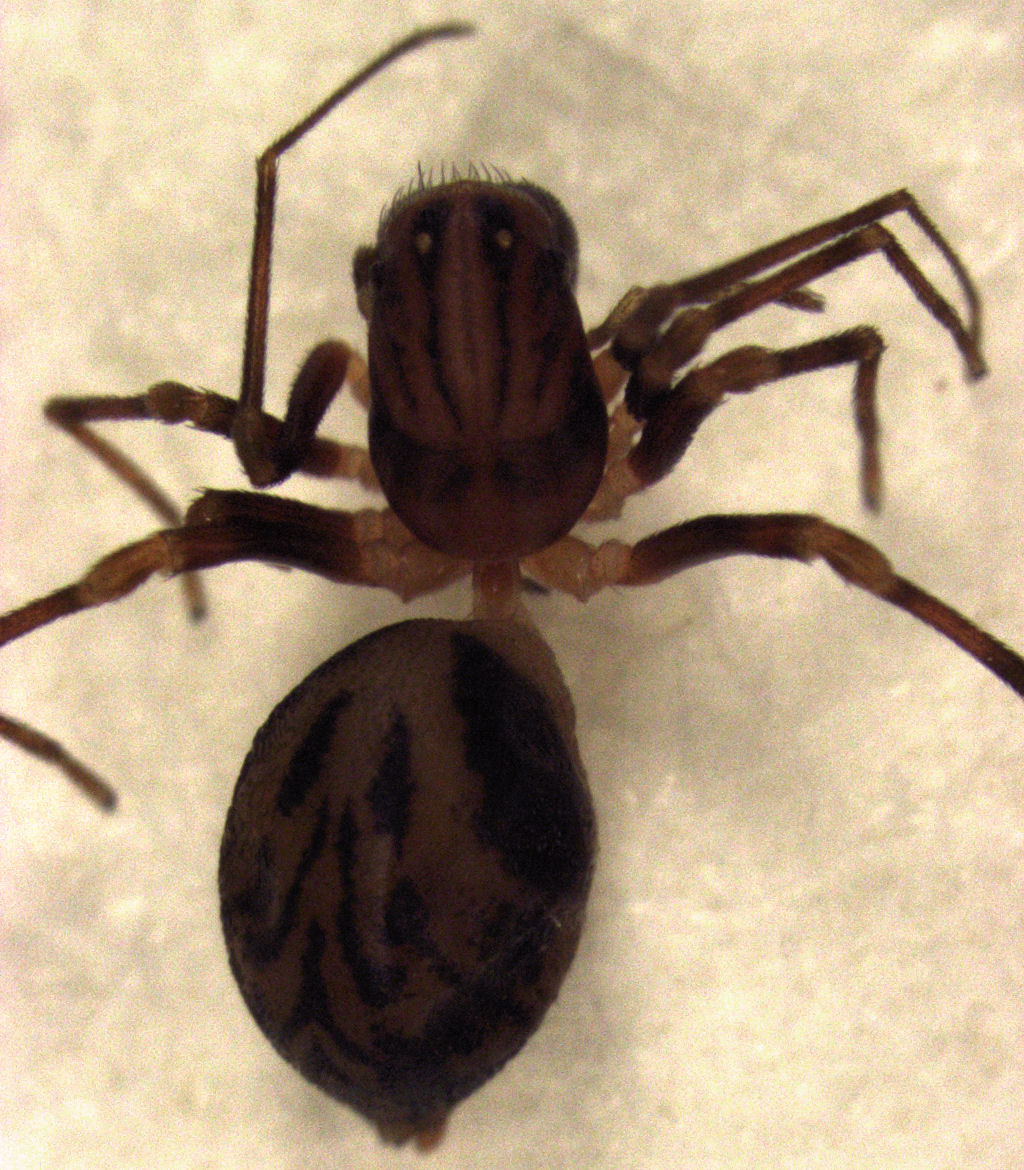
Aotearoa magna, femmina

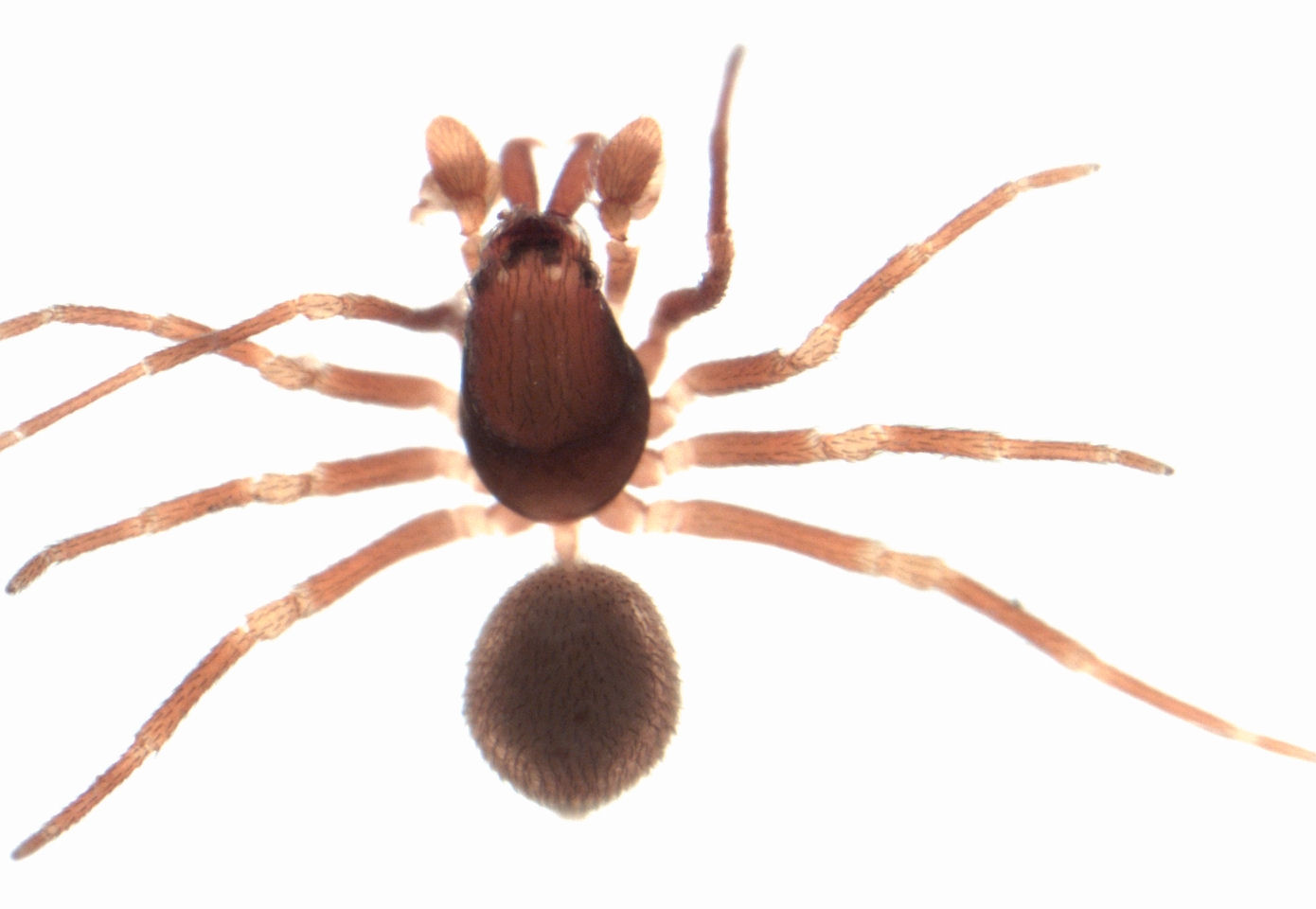
Zearchaea clypeata, maschio

## Aotearoa
- Aotearoa Forster & Platnick, 1984
  - Aotearoa magna (Forster, 1949) - Nuova Zelanda

## Chilarchaea
- Chilarchaea Forster & Platnick, 1984
  - Chilarchaea quellon Forster & Platnick, 1984 - Cile, Argentina

## Mecysmauchenioides
- Mecysmauchenioides Forster & Platnick, 1984
  - Mecysmauchenioides nordenskjoldi (Tullgren, 1901) - Cile, Argentina
  - Mecysmauchenioides quetrihue Grismado & Ramírez, 2005 - Argentina

## Mecysmauchenius
- Mecysmauchenius Simon, 1884
  - Mecysmauchenius canan Forster & Platnick, 1984 - Cile
  - Mecysmauchenius chacamo Forster & Platnick, 1984 - Cile
  - Mecysmauchenius chapo Forster & Platnick, 1984 - Cile
  - Mecysmauchenius chepu Forster & Platnick, 1984 - Cile
  - Mecysmauchenius chincay Forster & Platnick, 1984 - Cile
  - Mecysmauchenius eden Forster & Platnick, 1984 - Cile
  - Mecysmauchenius fernandez Forster & Platnick, 1984 - Isole Juan Fernandez
  - Mecysmauchenius gertschi Zapfe, 1960 - Cile, Argentina
  - Mecysmauchenius newtoni Forster & Platnick, 1984 - Cile
  - Mecysmauchenius osorno Forster & Platnick, 1984 - Cile, Argentina
  - Mecysmauchenius platnicki Grismado & Ramírez, 2005 - Cile
  - Mecysmauchenius puyehue Forster & Platnick, 1984 - Cile
  - Mecysmauchenius segmentatus Simon, 1884  - Cile, Argentina, Isole Falkland
  - Mecysmauchenius termas Forster & Platnick, 1984 - Cile
  - Mecysmauchenius thayerae Forster & Platnick, 1984 - Cile, Argentina
  - Mecysmauchenius victoria Forster & Platnick, 1984 - Cile
  - Mecysmauchenius villarrica Forster & Platnick, 1984 - Cile

## Mesarchaea
- Mesarchaea Forster & Platnick, 1984
  - Mesarchaea bellavista Forster & Platnick, 1984 - Cile

## Semysmauchenius
- Semysmauchenius Forster & Platnick, 1984
  - Semysmauchenius antillanca Forster & Platnick, 1984 - Cile

## Zearchaea
- Zearchaea Wilton, 1946
  - Zearchaea clypeata Wilton, 1946 - Nuova Zelanda
  - Zearchaea fiordensis Forster, 1955 - Nuova Zelanda